# Anisepidosis plicata
Anisepidosis plicata är en tvåvingeart som beskrevs av Fedotova och Vasily S. Sidorenko 2005. Anisepidosis plicata ingår i släktet Anisepidosis och familjen gallmyggor. Inga underarter finns listade i Catalogue of Life.